# Wanda Parylewicz
Wanda Parylewicz, z domu Pieracka (ur. 1885 w Gorlicach, zm. 3 marca 1937 w Krakowie) – polska działaczka społeczna.

## Życiorys
Urodziła się w Gorlicach, w rodzinie Stanisława Jana Pierackiego (1849–1929), naczelnika straży skarbowej, oraz Eugenii Marii z domu Budziszowskiej. Pieraccy często nawiązywali do tradycji niepodległościowych – dziadek Wandy brał udział w powstaniu styczniowym. Jej rodzeństwem byli: Zygmunt (1885–1944), Kazimierz (1891–1941), Tadeusz (zm. 1941), Maria i Jadwiga oraz Bronisław (1895–1934, polityk, legionista, oficer Wojska Polskiego, poseł na Sejm II RP, minister, zamordowany przez członka Organizacji Ukraińskich Nacjonalistów).
Pracowała jako nauczycielka szkół powszechnych w Nowym Sączu i Muszynie. Została żoną Franciszka Parylewicza, prawnika, sędziego grodzkiego w Muszynie, później prezesa Sądu Okręgowego w Tarnowie, a od 1932 prezesa Sądu Apelacyjnego w Krakowie. Od tego czasu zaangażowała się w działalność społeczną, zasiadając w zarządach stowarzyszeń, Związku Pracy Obywatelskiej Kobiet, Stowarzyszenia Rodziny Urzędniczej. Dokonywała wielu pożyczek, których następnie nie zdołała spłacać, ponadto dopuszczała się przywłaszczeń, później miała wielokrotnie obiecywać spłatę zaciągniętych pożyczek deklarując pomoc w załatwieniu spraw urzędowych bądź sądowych, powołując się na swoje rzekome znajomości. Została aresztowana. Trafiła najpierw do więzienia w Tarnowie, potem do Krakowa. Śledztwo w jej sprawie przeniesiono do Warszawy w 1936. Proces toczył się także przeciw innym osobom (w tym oskarżona była Hinda Fleischer). Podczas prowadzonego procesu zmarła 3 marca 1937 w Szpitalu św. Łazarza w Krakowie.
Została uznana za twórcę największego skandalu korupcyjnego II Rzeczypospolitej. Jej sprawa została opisana w książce pt. Upadłe damy II Rzeczpospolitej autorstwa Kamila Janickiego.

## Ordery i odznaczenia
- Złoty Krzyż Zasługi (9 listopada 1931)[16]